# Saint-Gilles-les-Forêts
Saint-Gilles-les-Forêts is een gemeente in het Franse departement Haute-Vienne (regio Nouvelle-Aquitaine) en telt 54 inwoners (2009). De plaats maakt deel uit van het arrondissement Limoges.

## Geografie
De oppervlakte van Saint-Gilles-les-Forêts bedraagt 8,6 km², de bevolkingsdichtheid is dus 6,3 inwoners per km².
De onderstaande kaart toont de ligging van Saint-Gilles-les-Forêts met de belangrijkste infrastructuur en aangrenzende gemeenten.

## Demografie
Onderstaande figuur toont het verloop van het inwonertal (bron: INSEE-tellingen).